# سغجا
سغجا (بالروسية: Сегежа) هي إحدى مدن روسيا في الكيان الفدرالي الروسي جمهورية كاريليا.